# 575

575(오백칠십오)는 574보다 크고 576보다 작은 자연수다.

## 수학
- 합성수로, 그 약수는 1, 5, 23, 25, 115, 575다. 진약수의 합은 169이므로, 575는 부족수다.
- 회문수다.
- {\displaystyle 575=23\times 25}
  - 연속하는 두 홀수의 곱으로 나타낼 수 있으며, 이 성질을 지닌 앞의 수는 483, 다음 수는 675다.

## 과학·기술
- NGC 575(영어판): 물고기자리 방향에 있는 막대나선은하.
- 페라리 575M 마라넬로: 페라리에서 2002년부터 2006년까지 생산했던 GT카.

## 교통
- 고속도로
  - 유럽 고속도로 575호선: 슬로바키아 브라티슬라바에서 헝가리 죄르까지 이어지는 유럽 고속도로.
- 기타 도로
  - 575번 지방도: 충청북도 옥천군 청성면에서 괴산군 청천면까지 이어지는 대한민국의 지방도.
  - 현도 제575호선

## 군사
- U-575(영어판, 독일어판): 제2차 세계 대전에 사용된 나치 독일의 군용 잠수함.

## 문화유산
- 대한민국의 보물 제575호: 문경 대승사 목각아미타여래설법상 관계문서

## 작품
- 〈575〉: 퍼퓸의 싱글 〈VOICE(일본어판)〉의 수록곡. 2010년 8월 11일 출시.

## 기타
- 연도: 575년, 기원전 575년